# Partido Social Alemán (1899)
El Partido Social Alemán (en alemán Deutschsoziale Partei) (DSP, también referido como Deutschsoziale Antisemitische Partei) fue un partido nacionalista y antisemita del Imperio alemán. Nació en el 1889 durante Congreso de Bochum y bajo la dirección de Max Liebermann von Sonnenberg y Theodor Fritsch de la Asociación Antisemita Alemana fundada en Kassel en el 1886.

## 1889–1894

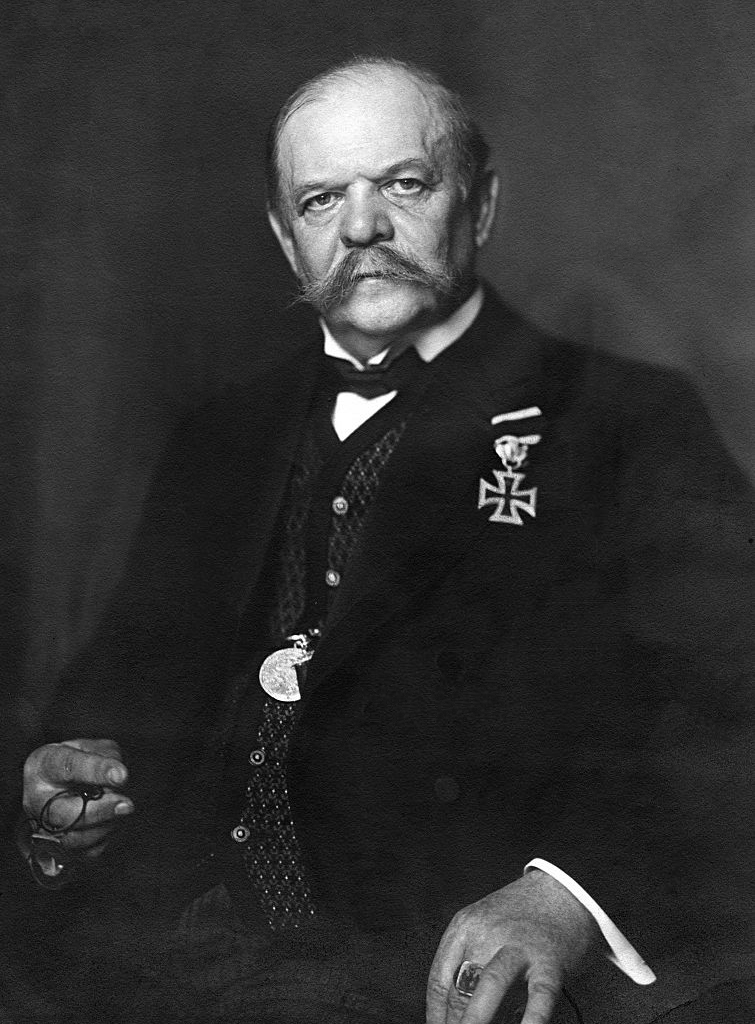
Max Liebermann von Sonnenberg

El partido sostuvo un fuerte carácter antisemita y luchó por la abolición o al menos una seria reducción de las medidas de emancipación del pueblo judío. Además, sostuvo reformas sociales a favor de la agricultura y de las pequeñas y medianas empresas sobre una base monárquica conservadora En el 1890, Max Liebermann von Sonnenberg, presidente del DSP, fue nominado en el Reichstag para la circunscripción electoral Fritzlar–Homberg–Ziegenhain (Hessen-Nassau).
En el culmen de su popularidad, los partidos antisemitas lograron un 3,4% de los votos y 16 escaños en el Reichstag en 1893. En las elecciones del Reichstag del 93, el DSP obtuvo cuatro mandados (Liebermann von Sonnenberg, Paul Förster, Adolf König, Hans Leuss) y formó coalición con once miembros del Partido Reformista Alemán. El Hannoversche Post sirvió como periódico del partido. En el 1894, ambos partidos se fusionaron oficialmente para formar el Partido Social-Reformista Alemán (DSRP), pero sin unificar sus programas ni sus estructuras organizativas.

## 1900–1914
El periodo subsiguiente al inicio del siglo estuvo caracterizado del declive del antisemitismo parlamentario, así como las fracturas y los conflictos internos. "Los partidos no-antisemitas han vencido al antisemitismo y reconquistado a los votantes", ha señalará Thomas Nipperdey. En el congreso de Magdeburgo en octubre de 1900, el DSRP se disolvió después de que Liebermann von Sonnenberg no logró afirmar su liderazgo en el partido.
El DSP, nuevamente independiente, se acercó muy al Partido Conservador Alemán, a la Federación de los Agricultores y a la Deutschnationalen Handlungsgehilfen-Verband. Con las dos últimas organizaciones también estrecharon fuertes vínculos, especialmente con figuras como Ludwig zu Reventlow y Wilhelm Schack. En las elecciones del Reichstag de 1903, el DSP obtuvo dos escaños y estableció una alianza parlamentario con los diputados de la Federación de los agricultores, el Partido Socialo Cristiano y de la Federación de los Campesinos Bavieros, constituyendo así la "Asociación Económica" con el fin para asegurarse el estatus de grupo parlamentario.
El proteccionismo agrícola y las demandas de una política exterior agresivamente imperialista comenzaron a cobrar mucho más protagonismo en el programa del partido, con lo que progresivamente su antisemitismo fue tornándose algo secundario e inclusive, residual. Sin embargo, este nuevo enfoque del partido consiguió detener la pérdida de votos temporalmente, de modo que en 1907 el partido logró obtener ocho miembros al Reichstag. Después de la muerte de Liebermann en 1911 y la derrota a las elecciones del 1912 (llamadas "elecciones judías" por el partido), la antisemitismo del DSP se radicalizó nuevamente, volviendo así a sus orígenes. En marzo de 1914, el DSP se unieron con los "reformistas" y formaron el Partido Nacional Alemán, que en 1917 se convertirá en el Partido Patriota Alemán

## Votantes y circunscripciones
El DSP tuvo casi 3/4 de su electorado en las zonas rurales, donde fue apoyado principalmente de agricultores, artesanos, pequeños comerciantes, empleados y funcionarios públicos. El centro de su actividad se concentró en la Alemania septentrional, occidental y en partes de la Hesse. Sin embargo, generalmente el DSP solo logró obtener una circunscripción electoral gracias al respaldo de los conservadores y de la federación de los agricultores. Los órganos del partido fueron Deutsche Blatt en Hamburgo) y el Deutschsozialen Blätter (a Leipzig y más tarde a Hamburgo también). 